# Towa Carson
Birgit Rose-Marie Anlert (født 31. marts 1936 i Eskilstuna, født Carlsson) bedre kendt som Towa Carson er en svensk schlagersanger.

## Biografi
Som 18-årig vandt hun Bildjournalens amatørkonkurrence. Hun blev opdaget af orkesterlederen Seymour Österwall, som fik hende til Nalen, Stockholm og gav hende kunsternavnet Towa (efter det kælenavn hendes far gav hende) Carson (den amerikanske version af Carlsson).

### Privat
Hun er gift med Bengt Anlert, som sammen med sin tvillingebror Björn spillede fodbold i Allsvenskan for AIK og som hun har barn sammen med. Hun er p.t. bosat i den lille by Kullersta udenfor Eskilstuna.

## Ekstern henvisning
- Interview i Helsingborgs dagblad 30. marts 2006
- Towa Carson på Allmusic
- Towa Carson på Discogs
- Towa Carson på MusicBrainz
- Towa Carson på Last.fm